# Харрис, Дональд (экономист)
Дональд Джаспер Харрис (англ. Donald Jasper Harris; род. 23 августа 1938, Браунс-Таун, приход Сент-Анн, графство Мидлсекс, Ямайка) — американский экономист, заслуженный профессор Стэнфордского университета.
Известен применением посткейнсианских идей в экономике развития.
На протяжении всей своей карьеры Харрис занимался анализом экономики и государственного управления Ямайки. В разное время Харрис работал консультантом по экономической политике в правительстве Ямайки, а также, советником сменявших друг друга премьер-министров. 18 октября 2021 года он был удостоен награждения Орденом Заслуг, одной из высших государственных наград Ямайки.
Является отцом 49-го вице-президента США Камалы Харрис, а также юриста и политического обозревателя Майи Харрис.

## Ранняя жизнь и образование
Дональд Джаспер Харрис родился в небольшом городке Браунс-Таун на севере острова Ямайка. Его родители, Оскар Джозеф Харрис и Берил Кристи Харрис, были афроямайцами, но среди их предков были белые, в том числе, ирландцы. В детстве Харрис был крещен в англиканской церкви.
Харрис отучился в Университете Вест-Индии. В 1960 год он получил степень бакалавра в Лондонском университете, а в 1966 году степень PhD в Калифорнийском университете в Беркли. Его научным руководителем был известный эконометрист и будущий лауреат Нобелевской премии, Дэниел Макфадден.

## Научная карьера
В 1960-е годы в разное время Харрис работал в звании доцента в Иллинойском университете в Урбане-Шампейне, Северо-Западном университете и Висконсинском университете в Мадисоне. В 1972 году он был принят в качестве профессора в Стэнфордский университет. В разное время он был приглашенным профессором в Кембридже, школе экономики Делийского университета и Йельском университете.
С 1986 года по 1987 год Харрис руководил Высшей школой социальных наук Университета Вест-Индии. В 1998 году он вышел на пенсию, оставшись профессором-эмеритом в Стэнфорде.

### Вклад в экономическую науку
На научные изыскания Харриса повлияли труды Джоан Робинсон, Мориса Добба, Пьеро Сраффы, Михала Калецкого, Карла Маркса, Джона Мейнарда Кейнса, Йозефа Шумпетера и Артура Льюиса.
Исследования и публикации Харриса были сосредоточены на изучении процесса накопления капитала и его последствий для экономического роста. Согласно его выводам, экономическое неравенство и неравномерность развития являются неизбежными свойствами экономического роста в рыночной экономике.
Одним из наиболее заметных вкладов Харриса в экономику является его монография на тему «Накопление капитала и распределение доходов». В этой работе он излагает модель производства и обмена, в которой цены определяются классическим способом с учетом условий распределения. На этой основе он построил модель роста, в который раскрывает возможность возникновения экономических кризисов из различных причин, связанных с инвестиционным спросом, заработной платой, прибылью и предложением рабочей силы. Харрис показал, что стоимость капитала, определяемая ценами производства основных произведенных капитальных товаров, не находится в обратной зависимости от прибыли.
Основное внимание в его последующих исследованиях уделяется феномену «неравномерного развития», определяемого как стойкие различия в уровнях и темпах экономического развития между различными секторами экономики. Его анализ обнаруживает, что стимулом для роста и развития является стремление отдельных компаний к инвестициям и технологическим изменениям. Показано, что отраслевая дифференциация и неравенство результатов возникают в результате динамики адаптации к технологическим изменениям внутри и между компаниями с течением времени.
Харрис проводил исследования экономики Ямайки, представляя анализы и отчеты, а также разрабатывая планы и меры содействия экономическому росту и социальной интеграции. Результатами этих усилий являются принятая в 1996 году «Национальная промышленная политика» и обнародованная в 2011 году «Стратегия стимулирования роста».

## Личная жизнь
Встретился с аспиранткой Шамалой Гопалан осенью 1962 года во время учёбы в Беркли по стипендии Элиаса Иссы, а в июле 1963 года он женился на ней. У Харриса и Гопалан родилось две дочери. В 1964 году родилась Камала, которая стала сенатором США от Калифорнии, а затем, 49-м вице-президентом США. В 1967 году родилась Майя, которая стала юристом и политическим обозревателем. Через несколько лет брак распался.
Подрастая, Камала и Майя навещали семью Харриса на Ямайке.
В 2009 году его бывшая жена умерла от рака толстой кишки в возрасте 70 лет.